# Bartos Mónika
Bartos Mónika (Budapest, 1975. december 24. –) magyar környezetgazdálkodási agrármérnök, mezőgazdasági mérnöktanár, európai uniós agrárszakértő, politikus; 2010. május 14. óta a Fidesz – Magyar Polgári Szövetség országgyűlési képviselője.

## Életútja
Fejér megyei gyökerekkel rendelkező családban született Budapesten. Középiskolai tanulmányait a budapesti Teleki Blanka Gimnázium angol szakán végezte. Ezt követően a Gödöllői Agrártudományi Egyetem Környezet-, és Tájgazdálkodási Intézetében tanult, ahol Környezet-, és Természetvédelmi szakirányon szerzett oklevelet 1999-ben. Az alapképzés után mérnöktanári, valamint 2004-ben európai uniós agrárszakértői szakon végzett.
Elnyerte a Magyar Köztársaság ösztöndíját, és kétszer részesült a környezetvédelmi miniszter külön ösztöndíjában. Erasmus ösztöndíjjal a Lisszaboni Egyetemen tanult.
2008-tól a Nyugat-magyarországi Egyetem Faipari Mérnöki Kar Alkalmazott Művészeti Intézete meghívott előadója. 2009-től a Bethlen Gábor Alapítvány kurátora, a Magyar Plakát Társaság és a Mindszenty Társaság tagja.
2004-től tagja a Nemzeti Fórumnak. 2006-2010-ig Lezsák Sándor, az Országgyűlés alelnökének munkatársa, az alelnöki kabinet vezetője.
2014 és 2016 között a Lakiteleki Népfőiskolán életre hívott Ibér-Amerika Kollégium szervezője.
A magyar-spanyol kapcsolatok erősítése érdekében végzett tevékenysége elismeréséül I. János Károly Spanyolország királya 2013. december 6-i királyi döntésével a Polgári Érdemrend középkeresztjét adományozta számára.
A 2010. évi parlamenti választásokon Hajdú-Bihar megye területi listájáról, a 2014. évi és a 2018. évi parlamenti választásokon az országos listáról szerzett mandátumot. A 2010-2014-ig tartó parlamenti ciklusban a Fenntartható fejlődés bizottságának, illetve az Innovációs és fejlesztési eseti bizottságnak tagja. A 2014-2018-ig tartó ciklusban a Fenntartható fejlődés bizottsága és a Külügyi bizottság tagja. 2018-tól pedig a Törvényalkotási bizottság és a Külügyi bizottság tagja. 2014-től az Európa Tanács Parlamenti Közgyűlése magyar delegációjának tagja.
2014-től az Interparlamentáris Unió Magyar Nemzeti Csoportjának alelnöke. 2010-től a Magyar-Spanyol Baráti Tagozat, majd 2014-től a Magyar-Latin-Amerikai Baráti Tagozat elnöke is.